# وسترفورت
وسترفورت (به هلندی: Westervoort) یک منطقهٔ مسکونی در هلند است که در خلدرلاند واقع شده‌است. وسترفورت ۱۱ متر بالاتر از سطح دریا واقع شده‌است.

## نگارخانه

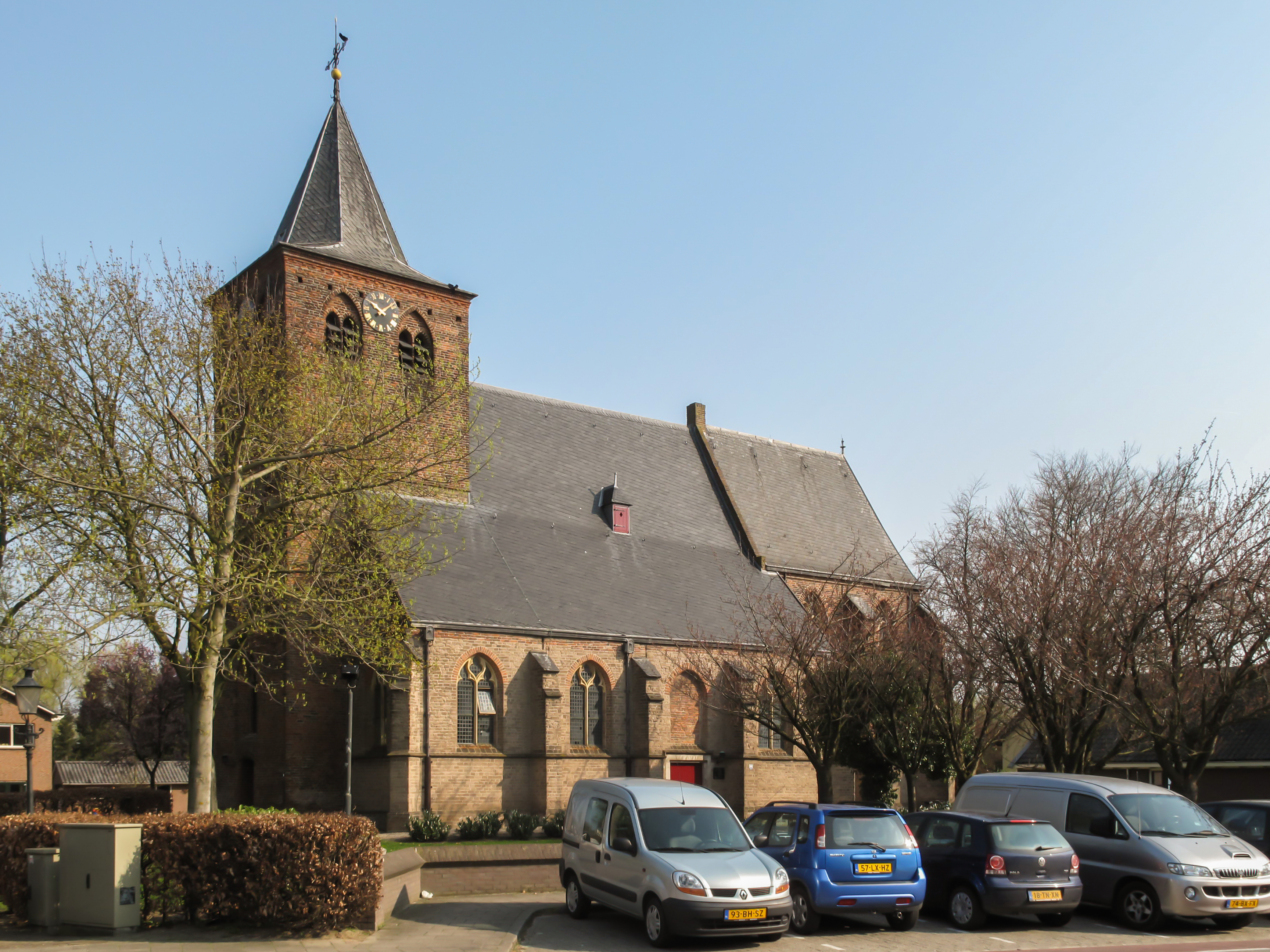
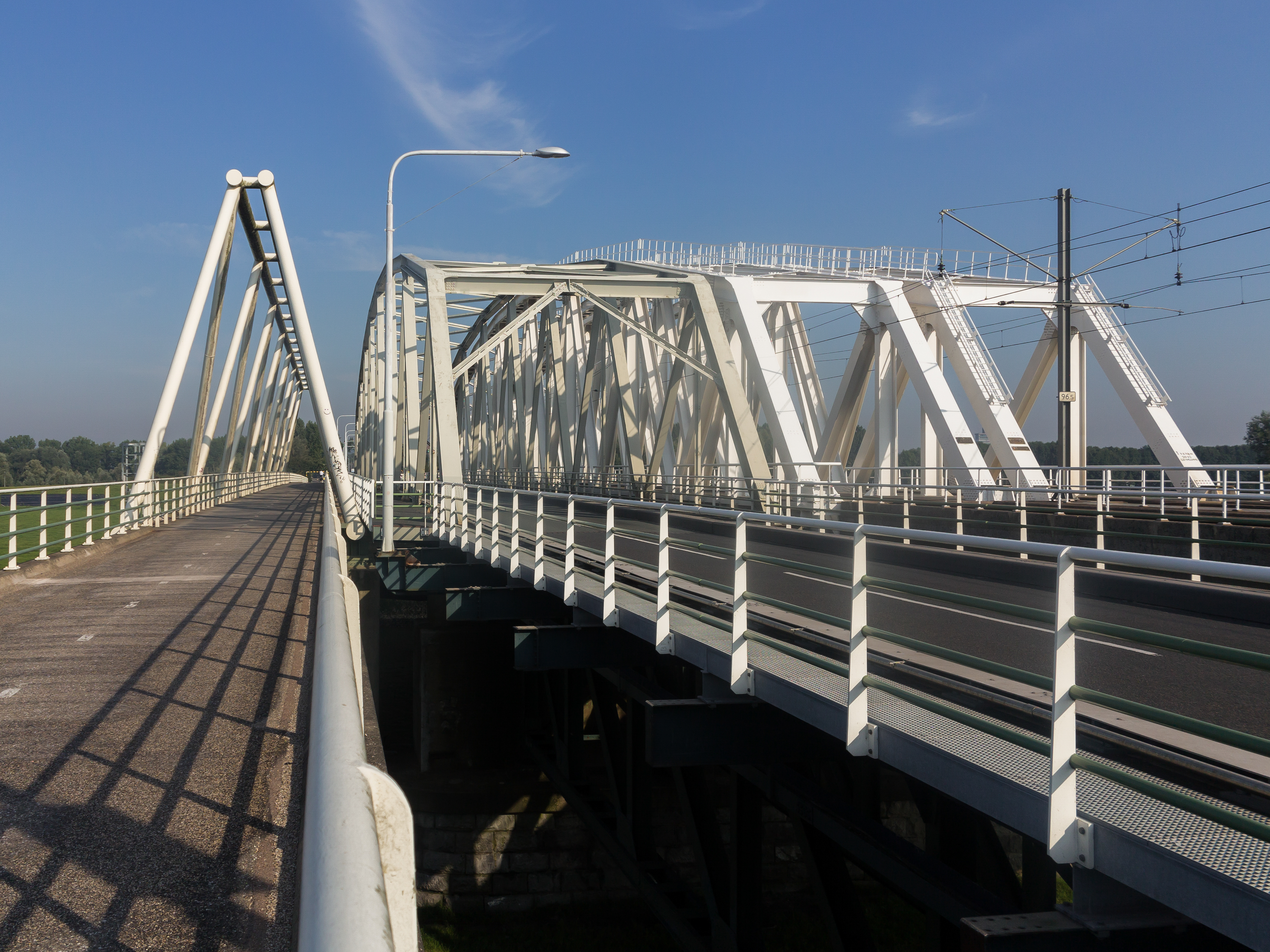